# 諾斯鎮區 (印第安納州馬歇爾縣)
诺斯鎮區（英語：North Township）是位於美國印第安納州馬歇爾縣的一個行政鎮區。

## 地方資料
根據2010年美國人口普查的數據，诺斯鎮區的面積為108.60平方千米，當中陸地面積為108.20平方千米，而水域面積為0.40平方千米。當地共有人口1103人，而人口密度為每平方千米10.16人。